# El Carrizo, Ahuacuotzingo
El Carrizo är en ort i Mexiko.   Den ligger i kommunen Ahuacuotzingo och delstaten Guerrero, i den sydöstra delen av landet, 190 km söder om huvudstaden Mexico City. El Carrizo ligger 1 613 meter över havet och antalet invånare är 149.
Terrängen runt El Carrizo är kuperad, och sluttar västerut. Runt El Carrizo är det glesbefolkat, med 18 invånare per kvadratkilometer. Närmaste större samhälle är Alpuyecancingo de las Montañas, 6,1 km söder om El Carrizo. I omgivningarna runt El Carrizo växer huvudsakligen savannskog.